# Cochons tatoués
Cochons tatoués est une œuvre controversée du plasticien belge Wim Delvoye.          

## La Création de l'œuvre: La ferme
Wim Delvoye a produit de nombreuses œuvres comme la Cloaca ou Trophy qui ont fait scandale auprès du public. Une œuvre, en particulier, à partir de 1995, a fait scandale : Cochons tatoués. Cette réalisation débute avec un élevage de cochons, alors qu’ils sont encore des porcelets, dans une ferme près de Pékin. Ils sont nourris et logés, puis ils sont tatoués, sous anesthésie, avec des motifs différents comme par exemple des motifs de marques de luxe ou des représentations de personnages Disney comme Blanche Neige. Ces cochons tatoués sont mis en scène dans de nombreuses expositions, mais sont aussi vendus à plus de 65 000 euros. L’artiste utilise son art pour ouvrir le débat sur des sujets actuel de la société, mais pour cette oeuvre, sa démarche est censée ouvrir le débat sur la question de l’exploitation animale.

## Le Message
En élevant des cochons, dans une ferme située en Chine, l’artiste veut dénoncer la société de consommation et l’exploitation animale. Dans un communiqué, le Musée d'Art moderne et d'Art contemporain de Nice s’exprime : « de leur vivant, les bêtes sont choyées, traitées comme des stars, libres de leur mouvement et filmées en continu. ». Wim Delvoye exprime son imagination à travers les divers tatouages. Selon lui, ce qu’il fait n’est pas un acte de maltraitance animale. Il se défend en disant que ce sont des œuvres d’art et que les polémiques lancées s’expliquent par une méconnaissance des œuvres : tout le monde pense qu’ils sont vivants et martyrisés. Cependant, ils vivent une vie saine et heureuse. L’artiste cherche à faire réfléchir le public sur le régime alimentaire de la société avec la surconsommation de viande et la traite des animaux qu’il occasionne. Il essaye de faire changer les mentalités de chacun et de voir son art sous un autre angle.

## Les Polémiques
À partir de 1995, une polémique concernant ces cochons est apparue : de nombreuses associations de protection des animaux et le Mouvement écologiste indépendant ont réagi face à ce qui a été décrit comme de l’exploitation animale. Ces associations ont montré leur préoccupation face à la maltraitance animale tandis que d'autres personnes trouvent que le travail de cet artiste montre une recherche artistique et une remise en question des régimes alimentaires de la société. Les associations dénoncent un non-respect de ces cochons et les limites éthiques de l’art. Elles dénoncent également la torture animale, le besoin primordial d'être consentant avant un tatouage et condamnent le non-respect d'êtres vivants. Une manifestation a d'ailleurs été organisée devant le musée de Nice le jour du vernissage, le 12 février. Deux maisons célèbres dans le monde entier, Disney et Louis Vuitton ont contesté la représentation de leur logo ou des visages de princesses, dénonçant l’exploitation de l’industrie de la mode, et par conséquent une consommation qui pousserait la population à une certaine uniformisation. Delvoye est souvent critiqué malgré ses œuvres qui sont très populaires, car elles créent souvent un mouvement et une certaine controverse comme la Cloaca en 2000 reproduisant intégralement le processus de la digestion et de la défécation. 